# Multicar 22
| Multicar                    | Multicar                                             | Multicar                                             | Multicar                                             |
| Multicar 22                 | Multicar 22                                          | Multicar 22                                          | Multicar 22                                          |
| --------------------------- | ---------------------------------------------------- | ---------------------------------------------------- | ---------------------------------------------------- |
| Hersteller                  | VEB Fahrzeugwerk Waltershausen                       | VEB Fahrzeugwerk Waltershausen                       | VEB Fahrzeugwerk Waltershausen                       |
| Produktionszeitraum         | 1964–1974                                            | 1964–1974                                            | 1964–1974                                            |
| Vorgängermodell             | Multicar M21                                         | Multicar M21                                         | Multicar M21                                         |
| Nachfolgemodell             | Multicar 24                                          | Multicar 24                                          | Multicar 24                                          |
| Technische Details          |                                                      |                                                      |                                                      |
| Spezifikation               | Typ P                                                | Typ P                                                | Typ P                                                |
| Leistung                    | 13 PS bei 3000/min, ab 1969: 15 PS / 9,56 bzw. 11 kW | 13 PS bei 3000/min, ab 1969: 15 PS / 9,56 bzw. 11 kW | 13 PS bei 3000/min, ab 1969: 15 PS / 9,56 bzw. 11 kW |
| Achsen                      | 2                                                    | 2                                                    | 2                                                    |
| Gesamtlänge                 | 3500 mm                                              | 3500 mm                                              | 3500 mm                                              |
| Gesamthöhe                  | 1930 mm                                              | 1930 mm                                              | 1930 mm                                              |
| Gesamtbreite (ohne Spiegel) | 1340 mm                                              | 1340 mm                                              | 1340 mm                                              |
| Anhänger- kupplungshöhe     | 525 mm                                               | 525 mm                                               | 525 mm                                               |
| Anhängelast                 | 2500 kg                                              | 2500 kg                                              | 2500 kg                                              |
| Gesamtgewicht               | 3220 kg                                              | 3220 kg                                              | 3220 kg                                              |
| Eigengewicht                | 1320 kg                                              | 1320 kg                                              | 1320 kg                                              |
| Nutzlast                    | 1900 kg                                              | 1900 kg                                              | 1900 kg                                              |
| Radstand                    | 1700 mm                                              | 1700 mm                                              | 1700 mm                                              |
| Reifengröße                 | 23×5 extra (8PR)                                     | 23×5 extra (8PR)                                     | 23×5 extra (8PR)                                     |
| Geschwindigkeit             | 23 km/h                                              | 23 km/h                                              | 23 km/h                                              |
| Steigfähigkeit              | 16 % mit Anhänger 8 %                                | 16 % mit Anhänger 8 %                                | 16 % mit Anhänger 8 %                                |

Der Multicar 22 war ein Nutzfahrzeug in der Deutschen Demokratischen Republik und löste in dieser Baureihe den Multicar M21 ab. Vom VEB Fahrzeugwerk Waltershausen gefertigt, wurde der Multicar 22 erstmals auf der Leipziger Frühjahrsmesse 1964 vorgestellt. Es wurden insgesamt 42.579 Fahrzeuge gefertigt.

## Geschichte
Der Multicar 22 war der Nachfolger des Multicar M21 und hatte diesem gegenüber als wichtigste Neuerungen eine geschlossene Einzelfahrerkabine und anstatt der bisherigen Fußlenkung einen Fahrersitz und herkömmliche Lenkung mit Lenkrad. Dies waren zwei der Forderungen, denen man mit dem Multicar 22 nachkam. Darüber hinaus verfügte es über eine StVZO-gerechte Ausstattung mit Fern-, Abblend- und Standlicht, Blinkern, Schlussleuchte, Bremslicht und Kennzeichenbeleuchtung, sowie hydraulischer Bremse, die der geforderten Verzögerungsleistung von 2,5 m/s² genügte. Die Transportleistung war beträchtlich gestiegen. Die Nutzmasse erhöhte sich auf zwei Tonnen, die Steigfähigkeit im ersten Gang verdoppelte sich auf 16 % und die Höchstgeschwindigkeit stieg auf 23 km/h. Es zeigte sich, dass das Fahrzeug nicht mehr nur als innerbetriebliches Transportmittel, sondern auch als Kurzstreckentransportmittel und für eine immer größer werdende Palette an Sonderausführungen interessant wurde. Allerdings erhöhte sich der Neupreis im Vergleich zum Multicar 21 auch beträchtlich von 7871,58 DDR-Mark auf etwa 11.225 DDR-Mark.
Der Multicar 22 wurde zum größeren Teil im Ausland verkauft, 58 % der Produktion wurden exportiert. In der BRD wurde er als Fawa-Car 22 angeboten.
Die Modellpflege bis Ende der 1960er Jahre schloss neben einer Leistungssteigerung auf 15 PS die Einführung eines einheitlichen Fahrgestells für alle Varianten des M 22 ein. Auf Wunsch waren nun auch Differentialsperre und grobstollige Reifen lieferbar. Das Fahrerhaus wurde durch eine Heizungs- und Belüftungsanlage aufgewertet.
Nachfolger des Multicar 22 war die Prototypenversion Multicar 23 und ab 1974 der Multicar 24.

## Aufbauten
Zu Serienbeginn wurde der Multicar 22 ebenso wie sein Vorgänger mit Pritschen (P)-, Dreiseiten (D)- und Muldenkipperaufbau (M) hergestellt. Ausgehend vom Modell P waren weiterhin Aufbauten mit Sprengwagen, Kehrmaschine, hydraulischer Ladehilfe und Drehleiter möglich. Der Drehleiter-Aufbau verfügte über zwei klappbare Notsitze hinter der Fahrerkabine. Später kamen weitere Aufbauten hinzu, darunter Sammelbehälter, Betonmischer, Futterverteiler, Aufbaustreugerät, Kohlenbehälter und Montagebühne mit bis zu 12 m Arbeitshöhe.

## Technische Spezifikationen
Nach der Klassifikation hatte der Multicar 22 zwei Tonnen Nutzlast und es war die 2. Baureihe.
Das Fahrgestell bestand aus geschweißten Walz- und Leichtbauprofilen. Die Vorderachse war gekröpft, die Hinterachse eine Leichtbau-Stahlblechkonstruktion. Die Kraftübertragung erfolgte über ein Kegelrad-Ausgleichgetriebe. Das vollsynchronisierte Vierganggetriebe plus Rückwärtsgang gestattete eine Höchstgeschwindigkeit von 23 km/h. Teilweise wurde der Multicar 22 auch mit Differentialsperre und Geländereifen ausgeliefert.
Beim Motor des Multicar 22 handelte es sich um eine Neuentwicklung aus dem Motorenwerk Cunewalde. Die Bezeichnung lautete 2 KVD 8 SVL nach alter Klassifikation bzw. 2 VD 8/8 SVL nach neuer Klassifikation (ab 1966). Die Angaben bedeuteten (nach neuer Klassifikation) 2 (Zylinder) Viertakt Diesel 80 mm Hub/80 mm Bohrung Stehend V-Motor Luftkühlung. Der Motor leistete 13 PS bzw. ab 1970 15 PS bei 3000 min−1. Der Hubraum betrug 800 cm³, ein elektrischer Anlasser war serienmäßig verbaut. 
Der Sachbuch-Autor Frank Rönicke ist der Ansicht, dass es sich um den Lizenzbau eines Warchalowski-Motors handele. Dem widersprechend sind die Angaben sowohl in der damaligen Fachliteratur (KFT) als auch bei anderen Sachbuch-Autoren wie Peter Kirchberg. Letzteren Quellen zufolge wurde zwar ab 1958 der Warchalowski-Motor FD 21 im Dieselmotorenwerk Schönebeck in Lizenz gebaut und unter anderem im RS09 verwendet, jedoch handele es sich bei der Baureihe KVD 8 um eine Eigenentwicklung des Motorenwerks Cunewalde.

## Trivia
Obwohl der Multicar M21, der Multicar 22 und 24 gut in das Schema „2. Zahl = Zylinderanzahl“ passen, ist diese Systematik nicht korrekt. Fälschlicherweise wird auch in der Literatur diese Bedeutung angegeben. Dagegen spricht der Multicar-23-Prototyp mit dem Motor des Multicar 24 (4-Zylinder) sowie der Multicar 25, ebenfalls mit 4-Zylinder-Motor.